# Śmieszne miłości
Śmieszne miłości. Anegdoty melancholijne – zbiór siedmiu anegdot, autorstwa Milana Kundery, po raz pierwszy opublikowany w 1970 roku. Przedstawiają specyficzny rodzaj poczucia humoru, prezentowany przez pisarza. Łączy w nim sytuacje tragiczne z komicznymi. 
Pierwsze polskie wydanie miało miejsce w 1967 roku, z czeskiego przełożyła Emilia Witwicka.